# İsmail Ogan
İsmail Ogan (Antalya, Turquía, 5 de marzo de 1933 - Antalya, 26 de abril de 2022) fue un deportista turco especialista en lucha libre olímpica donde llegó a ser campeón olímpico en Tokio 1964.

## Carrera deportiva
En los Juegos Olímpicos de 1960 celebrados en Roma ganó la medalla de plata en lucha libre olímpica estilo peso wélter, tras el luchador estadounidense Douglas Blubaugh (oro) y por delante del pakistaní Muhammad Bashir (bronce). Cuatro años después, en las Olimpiadas de Tokio 1964 ganó la medalla de oro en la misma modalidad.